# Макспадден, Лара
Лара Макспадден (англ. Lara McSpadden; род. 2 апреля 1999 года, Пенрит, штат Новый Южный Уэльс, Австралия) — австралийская профессиональная баскетболистка, которая выступала в женской национальной баскетбольной лиге. Играет на позиции тяжёлого форварда и центровой. Двукратная чемпионка женской НБЛ (2017, 2023).
В составе национальной сборной Австралии она стала победительницей летней Универсиады 2019 года в Неаполе, чемпионата Океании среди девушек до 16 лет 2015 года в Новой Зеландии и чемпионата Океании среди девушек до 18 лет 2016 года в Суве, а также чемпионата мира 2016 года среди девушек до 17 лет в Испании, и плюс принимала участие на чемпионате мира среди девушек до 19 лет 2017 года в Италии.

## Ранние годы
Лара Макспадден родилась 2 апреля 1999 года в городе Пенрит (Новый Южный Уэльс), западном пригороде Сиднея.